# Pierre-Louis (actor)
Pierre-Louis (14 de junio de 1917 - 11 de enero de 1987) fue un actor, director y presentador televisivo de nacionalidad francesa.

## Biografía
Nacido en Le Mans, Francia, su verdadero nombre era Pierre Amourdedieu. Pierre-Louis fue uno de los colaboradores, junto a Pierre Sainderichin, de todas las emisiones televisivas de Jean Nohain.
Trabajó con regularidad en programas de la ORTF entre 1956 y 1975. Se especializó en pequeños shows a base sketches, en los cuales actuaba junto a cantantes de fama como Georges Brassens o Jacques Brel.
También presentó, en los años 1950, en Télé Luxembourg, el programa Course aux étoiles, en el cual participaron los más grandes artistas de la época. Posteriormente trabajó en emisiones producidas por Guy Lux.
Pierre-Louis contribuyó en 1965 a dar a conocer en televisión al cantante y actor Boby Lapointe. Incluyó al artista en un documental paródico en el que se evocaba su antiguo trabajo de instalador de antenas de televisión. Así mismo, Pierre-Louis trabajó con Jean-Christophe Averty.
A partir de 1975 actuó sobre todo en el cine y en el teatro de bulevar, aunque sin llegar a renunciar a la televisión.
Enfermo, se retiró progresivamente a partir de 1981, falleciendo en Massy, Francia, en enero de 1987. Fue enterrado en el Cementerio de Pantin, en París.

## Teatro
Actor
- 1946 : Le Bal des pompiers, de Jean Nohain, escenografía de Pierre-Louis, Théâtre des Célestins
- 1947 : L'amour vient en jouant, de Jean Bernard-Luc, escenografía de Pierre-Louis, Théâtre Édouard VII
- 1949 : Nous avons tous fait la même chose, de Jean de Letraz, Théâtre de la Potinière
- 1956 : Bon Appétit Monsieur, de Gilbert Laporte, escenografía de Alfred Pasquali, Théâtre de l'Athénée

Director
- 1946 : Le Bal des pompiers, de Jean Nohain, Théâtre des Célestins
- 1947 : L'amour vient en jouant, de Jean Bernard-Luc, Théâtre Édouard VII

## Filmografía

### Actor
Cine
- 1931 : Kameradschaft, de Georg Wilhelm Pabst
- 1933 : Don Quichotte, de Georg Wilhelm Pabst
- 1934 : Au bout du monde, de Gustav Ucicky y Henri Chomette
- 1934 : Le Monstre, de Jaquelux
- 1934 : Vacances conjugales, de Edmond T. Gréville
- 1934 : Une cliente pas sérieuse, de René Gaveau
- 1935 : Les Beaux Jours, de Marc Allégret
- 1935 : La Fille de madame Angot, de Jean Bernard-Derosne
- 1936 : Les Grands, de Félix Gandera
- 1936 : La Peur, de Victor Tourjansky
- 1936 : Hélène, de Jean Benoit-Lévy y Marie Epstein
- 1937 : Double crime sur la ligne Maginot, de Félix Gandera
- 1937 : Salónica, nido de espías, de Georg Wilhelm Pabst
- 1938 : Abus de confiance, de Henri Decoin
- 1938 : Les Deux combinards
- 1938 : Le Drame de Shanghaï, de Georg Wilhelm Pabst
- 1939 : Le Héros de la Marne, de André Hugon
- 1941 : Nous les gosses, de Maurice Cloche
- 1943 : Les Mystères de Paris, de Jacques de Baroncelli
- 1945 : La Boîte aux rêves, de Yves Allégret y Jean Choux : Alain
- 1946 : Une femme coupée en morceaux, de Yvan Noé
- 1947 : Le Bataillon du ciel, de Alexandre Esway
- 1947 : Contre-enquête, de Jean Faurez
- 1947 : Bethsabée, de Léonide Moguy
- 1948 : La Dame d'onze heures, de Jean Devaivre
- 1948 : L'Ombre, de André Berthomieu
- 1949 : Le Bal des pompiers, de André Berthomieu
- 1949 : Cinq Tulipes rouges, de Jean Stelli
- 1949 : L'Inconnue n°13, de Jean-Paul Paulin
- 1950 : Nous avons tous fait la même chose, de René Sti
- 1950 : Voyage à trois, de Jean-Paul Paulin
- 1950 : Rendez-vous avec la chance, de Emile-Edwin Reinert
- 1950 : Quai de Grenelle, de Emile-Edwin Reinert
- 1950 : Mon ami le cambrioleur, de Henri Lepage
- 1951 : Trafic sur les dunes, de Jean Gourguet
- 1951 : Folie douce, de Jean-Paul Paulin
- 1951 : Boîte de nuit, de Alfred Rode
- 1951 : Moumou, de René Jayet
- 1952 : Dupont Barbès, de Henri Lepage
- 1952 : Fortuné de Marseille, de Henri Lepage y Pierre Méré
- 1952 : La Danseuse nue, de Pierre Louis – también guionista
- 1953 : Soyez les bienvenus, de Pierre Louis – también guionista
- 1953 : Mandat d'amener, de Pierre Louis
- 1953 : Tourbillon, de Alfred Rode
- 1955 : Razzia sur la chnouf, de Henri Decoin
- 1957 : Le Feu aux poudres, de Henri Decoin
- 1957 : Cinq Millions comptant, de André Berthomieu
- 1957 : Tous peuvent me tuer, de Henri Decoin
- 1958 : Maigret tend un piège, de Jean Delannoy
- 1959 : Pourquoi viens-tu si tard ?, de Henri Decoin
- 1959 : La Vache et le Prisonnier, de Henri Verneuil
- 1960 : Tendre et Violente Élisabeth, de Henri Decoin
- 1960 : Le Baron de l'écluse, de Jean Delannoy
- 1960 : La Française et l'Amour, de Jean Delannoy
- 1961 : Un Martien à Paris, de Jean-Daniel Daninos
- 1962 : Dossier 1413, de Alfred Rode
- 1965 : La Seconde Vérité, de Christian-Jaque
- 1973 : Les Volets clos, de Jean-Claude Brialy
- 1977 : Drôles de zèbres, de Guy Lux

Televisión
- 1954 : Une enquête de l'inspecteur Grégoire - 2 episodios :
  - La Partie de cartes, de Marcel Bluwal
  - Meurtre inutile, de Roger Iglésis
- 1959 : Angélica... a... a, de Lazare Iglesis
- 1962 : Quand on est deux
- 1967 : Au théâtre ce soir : Bon Appétit Monsieur, de Gilbert Laporte, escenografía de Fred Pasquali, dirección de Pierre Sabbagh, Théâtre Marigny

### Director
- 1952 : La Danseuse nue
- 1953 : Soyez les bienvenus
- 1953 : Mandat d'amener